# 永遠的壓力
《永遠的壓力》（日語：永遠プレッシャー）是日本女子偶像團體AKB48的第29張單曲唱片。《永遠的壓力》是由2012年9月18日在AKB48第29張單曲選拔猜拳大會（第三次猜拳大會）中獲勝、以島崎遙香為首的前16名成員所演唱的單曲，因此組成成員與大部分的AKB48單曲非常不同。2012年12月5日由國王唱片（キングレコード）發行，在日本國內總共推出了五種不同的版本。

## 簡介
以「愈感到壓力、就愈感到我的認真」作為廣告標語的新單曲，是以2012年9月18日在日本武道館舉行的「AKB48第29張單曲選拔猜拳大會」決定參與成員。在大會中當時隸屬於Team 4（之後異動至Team B）的島崎遙香連續五勝獲得大會冠軍，第一次在AKB48的單曲中擔任center（中央位置）成員。
曾經在前兩屆猜拳大會中進入前16名、從未缺席過任何一首AKB48單曲的小嶋陽菜於第三回合的比賽中落敗，未能入選本單曲的選拔成員。前兩屆猜拳大會的冠軍，內田真由美（第19張單曲《機會的順序》的center）與篠田麻里子（第24張單曲《崇尚麻里子》的center），雙雙進入準準決賽而獲得參與新單曲錄製的機會。
此張單曲唱片共發行了Type-A、Type-B、Type-C、Type-D和劇場版（劇場盤）五個版本，五個版本皆收錄了主打單曲《永遠的壓力》與聖誕節的應景B面曲《最特別的聖誕節》（とっておきクリスマス）。但比較特殊的是這次的Type-A、Type-B與Type-C所收錄的第二首B面曲並非AKB48自己的作品，而是位於名古屋、大阪與福岡的三個姊妹團體之作品，分別是SKE48的《逞強的時鐘》（強がり時計）、NMB48的《HA!》與HKT48的《初戀蝴蝶》（初恋バタフライ）。
在五個版本中Type-D是較為特殊的版本，是由搞笑雙人組NINETY-NINE與AKB48跨界合作的作品。二人組中的岡村隆史以他在冠名綜藝節目《帥呆了！》（めちゃ×２イケてるッ！）中的角色「岡檸檬」（オカレモン，OKALEMON）的裝扮，與在猜拳大賽中敗選的其中15名成員合組又被戲稱為「敗選組」的臨時團體「OKL48」，穿著檸檬裝出現在唱片封面與在音樂影片（MV）中演出。
另外，由於劇場版的第二B面曲《我們的Reason》（私たちのReason）是由未能參與《永遠的壓力》與《最特別的耶誕節》兩曲演唱的所有AKB48正規成員與研究生，外加一些剛移籍姊妹團體的前成員所共同參與，因此五個版本共六首歌曲的演唱成員名單實際上涵蓋了整個AKB48在唱片發行時的編組。
與單曲唱片同名的主打歌曲《永遠的壓力》是在11月13日播放的《火曜曲！》3小時特別節目中首度公開並進行現場演唱。不過由於在選拔成員中年紀最小的木本花音礙於兒童福利的相關規定有最晚工作時限，無法在已超過法令允許標準的當天參與錄影，而由大島優子代替她上台進行初次演出。

## 版本與收錄內容
如同大部分AKB48單曲唱片，Type-A、Type-B、Type-C與Type-D四個版本皆有發行初回限量版與標準版兩個版本，主要內容物相同，僅有附贈的特典產品有差異。至於劇場版則是必須透過抽籤才能獲得購買資格的限量發行商品。

### Type-A
Type-A的封面照片是由《永遠的壓力》16位選抜成員共同拍攝，其設計主題主要是呼應MV中的劇情，而採用了女子宿舍的造型主題。
除了與其他幾個發行版本相同的主打A面曲與第一B面曲《最特別的耶誕節》外，Type-A收錄的第二首B面曲是由姊妹團體SKE48所唱的《逞強的時鐘》。
CD
1. 《永遠的壓力》（永遠プレッシャー）
作詞：秋元康，作曲：丸谷學（丸谷マナブ）
  - MV由高橋榮樹導演，於長野縣上田市菅平拍攝。
  - UHA味覺糖《Puccho×AKB48》（ぷっちょ×AKB48）廣告企畫電視廣告曲[15][註 2]
  - 2012年東京都知事選舉（日语：2012年東京都知事選挙）廣告曲。
2. 《最特別的耶誕節》（とっておきクリスマス）
作詞：秋元康，作曲、編曲：渡邊和紀
  - 是繼《預約的耶誕節》（予約したクリスマス，《機會的順序》收錄B面曲）與《耶誕夜》（ノエルの夜，《崇尚麻里子》收錄B面曲）之後，AKB48的第三首聖誕歌曲。
  - 7-Eleven《AKB48聖誕節》（AKB48 クリスマス）廣告企畫的電視廣告曲[註 3]
3. 《逞強的時鐘》（強がり時計）- SKE48
作詞：秋元康，作曲、編曲：後藤康二
  - MV是由久保茂昭導演，於木更津綜合高校（木更津総合高校）等地拍攝。
4. 《永遠的壓力》（off vocal ver.）
5. 《最特別的耶誕節》（off vocal ver.）
6. 《逞強的時鐘》（off vocal ver.）

DVD
1. 《永遠的壓力》MV
2. 《最特別的耶誕節》MV
3. 《逞強的時鐘》MV
4. 《推Team B》（チームB推し）MV
  - 原本是Team B公演用歌曲、沒有MV搭配的此曲因為在Music Video Request（由歌迷票選最想替哪些歌曲配上音樂影片的募集活動）中獲得第1名而增拍了MV版本，其中Team B的成員名單是以拍攝時的2012年10月為準，也就是新制成員名單啟用之前的第二代Team B（柏木Team B）[註 4]。
5. 第29張單曲選抜猜拳大会紀錄影像（前篇）

特典
- 生寫真[註 5]2種（僅有初回限量版附贈）

### Type-B
Type-B的封面照片是由篠田麻里子、仁藤萌乃、板野友美、島崎遙香、中村麻里子、內田真由美與板野友美參與拍攝。收錄曲中前兩首與Type-A相同，但第二B面曲改收錄了另一姊妹團體NMB48所演唱的《HA!》。
CD
1. 《永遠的壓力》
2. 《最特別的耶誕節》
3. 《HA!》 - NMB48
作詞：秋元康，作曲：田中明仁，編曲：武藤星兒
  - MV是由園田俊郎導演，於道頓堀、戎橋、美國人咖啡店（純喫茶アメリカン）、法善寺橫町等大阪知名景點拍攝。
4. 《永遠的壓力》（off vocal ver.）
5. 《最特別的耶誕節》（off vocal ver.）
6. 《HA!》（off vocal ver.）

DVD
1. 《永遠的壓力》MV
2. 《最特別的耶誕節》MV
3. 《HA!》MV
4. 《First Rabbit》MV
  - 原本是紀錄片主題曲、收錄於專輯《1830m》之中的此曲並沒有搭配的MV，但因在Music Video Request被票選為最想要配上MV的歌曲第2名，因此加拍了MV並收錄於本單曲的Type-B版本之中。
5. 第29張單曲選拔猜拳大會紀錄影像（中篇）

特典
- 生寫真2種（僅有初回限量版附贈）

### Type-C
Type-C的封面照片是由柏木由紀、島崎遙香、竹內美宥、阿部瑪利亞與橫山由依參與拍攝。收錄曲中前兩首與Type-A、B相同，但第二B面曲改收錄了姊妹團體HKT48所演唱的《初戀蝴蝶》。
CD
1. 《永遠的壓力》
2. 《最特別的耶誕節》
3. 《初戀蝴蝶》（初恋バタフライ）- HKT48
作詞：秋元康，作曲：衫山勝彥，編曲：生田真心
  - MV導演為福居英晃。
4. 《永遠的壓力》（off vocal ver.）
5. 《最特別的耶誕節》（off vocal ver.）
6. 《初戀蝴蝶》off vocal ver.）

DVD
1. 《永遠的壓力》MV
2. 《最特別的耶誕節》MV
3. 《初戀蝴蝶》MV
  - 為HKT48創團以來第一個MV作品。
4. 《櫻花花瓣 ～前田敦子獨唱版～》MV
  - 原本是收錄在專輯《1830m》之中、由當時即將畢業的前田敦子翻唱的AKB48早期單曲。因在Music Video Request中被票選為最想要配上MV的歌曲第3名，因此使用她毕业之前的影像制作了MV並收錄於Type-C版本之中。
5. 第29張單曲選抜猜拳大會紀錄影像（後篇）

特典
- 生寫真2種（僅有初回限量版附贈）

### Type-D
參與唱片封面與封裡照片拍攝的，是由岡村隆史率領15名於猜拳大會中落選的成員所組成的「OKL48」。其中出現在封面的是入山杏奈、川榮李奈、渡邊麻友、大島優子、加藤玲奈、小嶋陽菜、藤江麗奈、北原里英與岡村隆史；至於封裡中出現的則為小森美果、河西智美、峯岸南、永尾瑪莉亞、倉持明日香、大家志津香、市川美織與岡村隆史。全體成員皆穿著著檸檬裝。
Type-D中收錄的前兩首歌曲與Type-A、-B、-C三個版本相同，但第二B面曲則收錄了由OKL48演唱的歌曲《比永遠更長久》。這首翻唱曲除了原作與岡村所主持、也是發起OKL48這企畫案的綜藝節目《帥呆了！》有淵源外，歌名本身也帶有諷刺主打歌《永遠的壓力》的意味。
CD
1. 《永遠的壓力》
2. 《最特別的耶誕節》
3. 《比永遠更長久》（永遠より続くように）- OKL48
作詞、作曲：岡田壽也，編曲：野中「MASA」雄一
  - 此曲為AKB48與岡檸檬（OKALEMON，由岡村隆史扮演）跨界合作的歌曲，歌曲的原唱同時也是詞曲作者的岡田壽也目前是富士電視台綜藝節目《帥呆了！》（めちゃ2イケてるッ!）的道具布景負責人。他在1998年時以「OKAPI」（[註 6]）的藝名，透過錄影帶歌手的方式發表此曲。《比永遠更長久》是AKB48的單曲唱片裡第一次出現，並非由秋元康創作歌詞的歌曲。
4. 《永遠的壓力》（off vocal ver.）
5. 《最特別的耶誕節》（off vocal ver.）
6. 《比永遠更長久》（off vocal ver.）

DVD
1. 《永遠的壓力》MV
2. 《最特別的耶誕節》MV
3. 《比永遠更長久》MV

特典
- 生寫真1種（僅有初回限量版附贈）

### 劇場版
必須透過抽籤才能獲得購買機會、限量發行的劇場版封面採用了島崎遙香的個人獨照，並且在與其他版本相同的兩首收錄歌曲之外，另外收錄了第二B面曲《我們的Reason》。
CD
1. 《永遠的壓力》
2. 《最特別的耶誕節》
3. 《我們的Reason》（私たちのReason）
作詞：秋元康，作曲：俊龍，編曲：野中「MASA」雄一
4. 《永遠的壓力》（off vocal ver.）
5. 《最特別的耶誕節》（off vocal ver.）
6. 《我們的Reason》（off vocal ver.）

特典
- 生写真
- 劇場版發售紀念大握手會參加券

## 歌曲與選拔成員
以下各首歌曲的參與演唱成員分組皆是以單曲唱片發行時的時點為準。但由於最新一版的再組閣（成員分組洗牌）名單是在第三次猜拳大會舉辦後、新單曲發行前正式生效，因此部分成員在單曲名單中的分組狀況會與猜拳大會時的分組狀況不同。

### 永遠的壓力
《永遠的壓力》（永遠プレッシャー）是與單曲唱片同名的主打A面曲，由「AKB48第29張單曲選拔猜拳大會」中獲得前16名的選拔成員們參與演唱。下表中的括弧内標示的是入選成員在猜拳大會中獲得的排名，而站在中央位置的成員為冠軍島崎遥香。
- Team A：篠田麻里子（第5名）、仁藤萌乃（第2名）、横山由依（兼任NMB48，第3名）
- Team K：阿部瑪利亞（阿部マリア，第6名）、板野友美（第13名）、內田真由美（第4名）、中田千智（中田ちさと，第16名）、前田亞美（第10名）、松原夏海（第14名）
- Team B：梅田彩佳（第15名）、柏木由紀（第11名）、島崎遥香（第1名）、竹內美宥（第7名）、中村麻里子（第8名）
- SKE48 Team E：上野圭澄（第9名）、木本花音（第12名）
進入本曲選抜成員的人数與前作相同，都是16位。在上一首單曲《UZA》的選拔成員中，僅有篠田麻里子、板野友美、柏木由紀、島崎遙香與橫山由依五人入選了本次的選拔成員。中田千智、中村麻里子與SKE48的上野圭澄[註 7]為首度入選選拔成員。梅田彩佳自《格子花紋》之後間隔了4個月再入選，阿部瑪莉亞、竹內美宥與SKE48的木本花音則是自《仲夏的Sounds good！》之後間隔了約7個月再入選。前田亞美上一次入選是約1年前的《崇尚麻里子》，內田真由美是2年前的《機會的順序》，仁藤萌乃則是3年半前的《驚喜的淚水！》。至於松原夏海上一次入選選拔成員，則是在4年又9個月前的《櫻花花瓣2008》。

### 最特別的耶誕節
《最特別的耶誕節》（とっておきクリスマス）是五個版本的單曲全都有收錄的第一B面曲，站在中央位置的大島優子、渡邊麻友是第四屆總選舉中的冠亞軍。參與演唱的成員中除了川榮李奈與島崎遙香外，其餘全是總選舉中排前17名的高知名度成員。
- Team A：川榮李奈、高橋南（高橋みなみ）、渡邊麻友、橫山由依（兼任NMB48）
- Team K：板野友美、北原里英（兼任SKE48）、大島優子
- Team B：柏木由紀、小嶋陽菜、島崎遥香、峯岸南（峯岸みなみ）
- JKT48：高城亞樹
本曲是日本7-Eleven的冬季電視廣告曲，該廣告也是由AKB48成員代言。參與代言的成員與演唱本曲的成員名單重複度很高，廣告成員中僅有篠田麻里子沒有參與本曲演唱，而演唱名單中的川榮、北原與高城三人則沒有參與代言。

### 逞強的時鐘
收錄於Type-A中的《逞強的時鐘》（強がり時計）是以「SKE48」名義演唱的原創曲，而擔任中央位置成員的則是SKE48的雙招牌松井珠理奈與松井玲奈。
- SKE48 Team S：大矢真那、松井珠理奈（兼任AKB48 Team K成員）、木崎由里亞（木﨑ゆりあ）、須田亞香里、中西優香、松井玲奈、矢神久美
- SKE48 Team KII：石田安奈（兼任AKB48 Team B成員）、小木曾汐莉、高柳明音、秦佐和子、古川愛李、向田茉夏、矢方美紀
- SKE48 Team E：木本花音
- SKE48分組未定：北原里英（AKB48 Team K成員兼任）
本曲為北原里英自從宣布兼任SKE48成員後首度參與的SKE作品。與發行日期最接近的SKE48單曲《即使是接吻也是左撇子》（9月19日發行）相比較參與成員的名單也非常接近。兩首歌的演唱成員人數同為16人，但是《逞強的時鐘》多加入了北原里英與石田安奈兩人，取代了菅奈奈子（菅なな子）與松村香織。

### HA!
收錄於Type-B中的第二B面曲《HA！》是以「NMB48」為名義演唱的原創曲，擔任中央位置成員的是山本彩與渡邊美優紀。
- NMB48 Team N：小笠原茉由、小谷里步（兼任AKB48 Team A成員）、近藤里奈、上西惠、白間美瑠、福本愛菜、山田菜菜（山田菜々）、山本彩、吉田朱里、渡邊美優紀（兼任AKB48 Team B成員）
- NMB48 Team M：島田玲奈、谷川愛梨、矢倉楓子
- NMB48 Team BII：加藤夕夏、藪下柊
- NMB48分組未定：橫山由依（AKB48 Team A成員兼任）
參與本曲的成員名單與最近期發行的NMB48第6張單曲《北川謙二》（11月7日發行）重複度不低，成員人數也同為16人。本曲多加入了從未入選過NMB48單曲的島田玲奈與未入選近兩張NMB單曲的近藤里奈，取代了原本的單曲選拔成員門脇佳奈子與岸野里香。

### 初戀蝴蝶
收錄於Type-C作為第二B面曲的《初戀蝴蝶》（初恋バタフライ），雖然是收錄在AKB48的單曲唱片中，但卻是HKT48創團以來第一首屬於自己的原創唱片收錄曲。本次站在中央位置的成員，是才在9月23日首度公開的21位二期研究生之一、被稱為二期生Ace的田島芽瑠。
- HKT48 Team H：穴井千尋、植木南央、多田愛佳、兒玉遥、指原莉乃、下野由貴、中西智代梨、松岡菜摘、宮脇咲良、村重杏奈、本村碧唯、森保圓、若田部遥
- HKT48 研究生：田島芽瑠、朝長美櫻、淵上舞
有別於AKB48、SKE48、NMB48等姊妹團體的收录于CD中的第一首作品，全部都是由各團的創團分隊（即是Team A、Team S和Team N）全體成員演唱的狀況不太相同，HKT48的創團分隊Team H並沒有全員參與此曲。正規成員中熊澤世莉奈與田中菜津美未參與此曲，但卻加入了包括田島在內的三位二期研究生。

### 比永遠更長久
收錄於Type-D中的《比永遠更長久》（永遠より続くように）是搞笑藝人岡村隆史與AKB48跨界合作，以新創團體「OKL48」的名義演唱的歌曲。參與演唱名單如下：
- NINETY-NINE：岡村隆史
- Team A：入山杏奈、川榮李奈、河西智美、渡邊麻友
- Team K：大島優子、北原里英（兼任SKE48成員）、倉持明日香、永尾瑪利亞（永尾まりや）
- Team B：市川美織、大家志津香、加藤玲奈、小嶋陽菜、小森美果、藤江麗奈（藤江れいな）、峯岸南
OKL48是自第三屆猜拳大賽落選的成員中遴選15名出來，與岡村隆史所飾演的綜藝節目人物「岡檸檬」合組的特別團體，參與的成員包括了在AKB48中原本就被暱稱為「新鮮檸檬」（フレッシュレモン）的市川美織。

### 我們的Reason
B面曲《我們的Reason》（私たちのReason）是只能透過抽籤獲得購入機會的劇場版所附之第二B面曲。參與演唱的名單如下：
- Team A：伊豆田莉奈、入山杏奈、岩田華怜、大島涼花、河西智美、菊地彩香（菊地あやか）、小林茉里奈、佐藤堇（佐藤すみれ）、佐藤夏希[註 8]、高橋朱里、田野優花、中塚智實、仲俣汐里、松井咲子、森川彩香
- Team K：秋元才加、倉持明日香、小林香菜、佐藤亞美菜、島田晴香、鈴木紫帆里、近野莉菜、仲谷明香、永尾瑪利亞、藤田奈那、松井珠理奈（SKE48 Team S兼任）、増田有華、宮崎美穂、武藤十夢
- Team B：石田晴香、市川美織、岩佐美咲、大場美奈、大家志津香、片山陽加、加藤玲奈、小嶋菜月、小森美果、田名部生來、名取稚菜、野中美鄉、藤江麗奈、山内鈴蘭、渡邊美優紀（NMB48 Team N兼任）
- 研究生：相笠萌、岩立沙穗、內山奈月、梅田綾乃、大森美優、岡田彩花、冈田奈奈（岡田奈々）、北澤早紀、小嶋真子、佐佐木優佳里（佐々木優佳里）、篠崎彩奈、高島祐利奈、西野未姫、橋本耀、平田梨奈、前田美月、村山彩希、茂木忍
- HKT48 Team H：多田愛佳
- JKT48：仲川遥香
- SNH48：鈴木瑪莉亞（鈴木まりや）、宮澤佐江
《我們的Reason》一曲是由所有未參與A面曲《永遠的壓力》與主要B面曲《最特別的耶誕節》的AKB48成員所共同演唱的大合唱歌曲。由於其所根據的AKB48成員名單是以2012年11月1日啟用的新成員編制實施前之成員名單為主，因此在唱片發售時已經有多位成員移籍至HKT48、JKT48與SNH48等姊妹團體。除了正規成員之外，AKB48的全體研究生也參與了本曲的演唱，因此在加上了《我們的Reason》與《永遠的壓力》兩曲之後，等同一張劇場版就收錄了全體AKB48成員的歌聲。

## 外部連結
- AKB48、NMB48、HKT48官方YouTube频道公开播放影片： 
  - YouTube上的《永遠的壓力》MV
  - YouTube上的《最特別的耶誕節》預覽MV
  - YouTube上的《HA！》預覽MV
  - YouTube上的《初戀蝴蝶》MV
- 單曲日文官方網頁（KING RECORDS）（日語）
  - Type-A （页面存档备份，存于）
  - Type-B （页面存档备份，存于）
  - Type-C （页面存档备份，存于）
  - Type-D （页面存档备份，存于）
  - 劇場盤 （页面存档备份，存于）
- 《永遠的壓力》單曲中文官方網頁（台灣總代理：金牌大風/台壓盤）（繁體中文）
  - Type-A
  - Type-B
  - Type-C （页面存档备份，存于）
  - Type-D
- 單曲宣傳街宣車
  - YouTube上的在澀谷行走的單曲《永遠的壓力》街宣車